# Molosek
Molosek (Tadarida) – rodzaj ssaków z podrodziny molosów (Molossinae) w obrębie rodziny molosowatych (Molossidae).

## Rozmieszczenie geograficzne
Rodzaj obejmuje gatunki występujące w Eurazji, Afryce i Ameryce.

## Morfologia
Długość ciała (bez ogona) 46–102 mm, długość ogona 28–66 mm, długość ucha 14–34 mm, długość tylnej stopy 7–15 mm, długość przedramienia 36–67 mm; masa ciała 8–55 g.

## Systematyka
Rodzaj zdefiniował w 1814 roku francusko-amerykański przyrodnik Constantine Samuel Rafinesque w publikacji swojego autorstwa o tytule Podsumowanie odkryć i prac somiologicznych. Gatunkiem typowym jest (oznaczenie monotypowe) molosek europejski (T. teniotis). 

### Etymologia
- Tadarida (Tadaris): Rafinesque tworząc nowy takson nie wyjaśnił znaczenia nazwy rodzajowej[1][10]; Marco Riccucci sugeruje, że nazwa rodzajowa pochodzi od nazwy „tadarida” (również ‘taddarita’, ‘taddarida’, ‘tallarita’, „tallarida” i ‘taddrarita’) używanej w Kalabrii i na Sycylii na określenie nietoperza niezależnie od jego gatunku. Te lokalne nazwy używane są również  w sycylijskich wierzeniach, legendach i wierszach. Rafinesque słyszał tę nazwę podczas swojego pobytu na Sycylii i użył jej. Nazwa ‘tadarida’ wywodzi się od greckiego νυκτερις nukteris, νυκτεριδος nukteridos ‘nietoperz’, gdzie w południowych Włoszech uległa zniekształceniu z powodu aferezy i deformacji dialektu[11].
- Dinops: gr. δεινος deinos ‘groźny, straszny’; ωψ ōps, ωπος ōpos ‘wygląd, oblicze’[12]. Gatunek typowy (oznaczenie monotypowe): Dinops cestoni Savi, 1825 (= Cephalotes teniotis Rafinesque, 1814).
- Rhizomops: gr. ῥις rhis, ῥινος rhinos ‘nos, pysk’; rodzaj Mops Lesson, 1842[4]. Gatunek typowy (oryginalne oznaczenie): Nyctinomus brasiliensis I. Geoffroy Saint-Hilaire, 1824.

### Podział systematyczny
Do rodzaju należą następujące występujące współcześnie gatunki:
| Grafika                   | Gatunek               | Autor i rok opisu                 | Nazwa zwyczajowa    | Podgatunki         | Rozmieszczenie geograficzne | Podstawowe wymiary                                           | Status IUCN |
| ------------------------- | --------------------- | --------------------------------- | ------------------- | ------------------ | --- | ------------------------------------------------------------ | ----------- |
|                           | Tadarida brasiliensis | (I. Geoffroy Saint-Hilaire, 1824) | molosek brazylijski | 9 podgatunków      | od Stanów Zjednoczonych do Ameryki Południowej (na zachód od dorzecza Orinoko, na zachód i południe od Niziny Amazonki), Wielkie i Małe Antyle; zakres wysokości: 0–3000 m n.p.m. | DC: 4,6–6,2 cm DO: 2,8–4,2 cm DP: 3,6–4,7 cm MC: 8–15 g      | LC          |
|                           | Tadarida teniotis     | (Rafinesque, 1814)                | molosek europejski  | gatunek monotypowy | strefa śródziemnomorska wraz z wyspami na wschód do Azji Zachodniej i niejednolicie do Iranu, Azji Śroskowej, Afganistanu, Nepalu i Mjanmy, także Wyspy Kanaryjskie; zakres wysokości: 0–3100 m n.p.m. | DC: 8,2–8,7 cm DO: 3,7–5,7 cm DP: 5,6–6,4 cm MC: 20–40 g     | LC          |
|                           | Tadarida lobata       | (O. Thomas, 1891)                 | molosek kenijski    | gatunek monotypowy | rozłącznie w zachodniej i południowej Kenii oraz północnym Zimbabwe | DC: 7,8–8,6 cm DO: 4,6–6 cm DP: 5,5–6,2 cm MC: 20–33 g       | LC          |
|                           | Tadarida ventralis    | (von Heuglin, 1861)               | molosek wielki      | gatunek monotypowy | rzadki, ale szeroko rozpowszechniony w Afryce Wschodniej (Erytrea i Etiopia na południe do Zimbabwe i północno-wschodniej Południowej Afryki); zakres wysokości: powyżej 1400 m n.p.m. | DC: 9,1–10,2 cm DO: 5,1–6,6 cm DP: 6–6,7 cm MC: 31–55 g      | DD          |
|                           | Tadarida fulminans    | (O. Thomas, 1903)                 | molosek malgaski    | gatunek monotypowy | Afryka Wschodnia i Południowa (północno-wschodnia Demokratyczna Republika Konga, wschodnia Uganda, zachodnia i południowa Kenia, Rwanda, północna Tanzania, północno-wschodnia i południowo-zachodnia Zambia, Zimbabwe, Mozambik, południowe Malawi i północno-wschodnia Południowa Afryka) oraz południowy Madagaskar (3 zapisy); zakres wysokości: 0–2000 m n.p.m. | DC: 7,9–9,5 cm DO: 5,3–6,6 cm DP: 5,6–6,1 cm MC: 23–49 g     | LC          |
|                           | Tadarida insignis     | (E. Blyth, 1862)                  | molosek znaczony    | gatunek monotypowy | rozpowszechniony w środkowej i południowej Chińskiej Republice Ludowej, Tajwanie, Półwyspie Koreańskim, Rosji (południowo-wschodni Rosyjski Daleki Wschód) oraz Japonii | DC: 8,2–10,2 cm DO: 4,8–6 cm DP: 5,7–6,5cm MC: 15–20 g       | DD          |
| [[Plik:\|centruj\|150px]] | Tadarida latouchei    | O. Thomas, 1920                   | molosek orientalny  | gatunek monotypowy | niejednolicie w północno-wschodniej Chińskiej Republice Ludowej (Liaoning, Mongolia Wewnętrzna, Hebei i Szantung), północnym i środkowym Laosie oraz północno-wschodnim Wietnamie (Loei); zakres wysokości: około 1500 m n.p.m. | DC: 6,7–7,2 cm DO: 4,1–4,9 cm DP: 5,3–5,7 cm MC: brak danych | EN          |

Kategorie IUCN:  LC  – gatunek najmniejszej troski,  EN  – gatunek zagrożony,  DD  – gatunki o nieokreślonym stopniu zagrożenia.
Opisano również gatunki wymarłe:
- Tadarida constantinei B. Lawrence, 1960[16] (Stany Zjednoczone; plejstocen)
- Tadarida engesseri Rachl, 1983[17] (Niemcy; miocen)
- Tadarida leptognatha Rachl, 1983[17] (Niemcy; miocen)
- Tadarida mengraii (Mein & Ginsburg, 1997)[18] (Tajlandia; miocen)
- Tadarida rusingae Arroyo-Cabrales, Gregorin, Schlitter & Walker, 2002[19] (Kenia; miocen).